# Banastre Tarleton
General Sir Banastre Tarleton, 1. baronet (21. avgust 1754 – 15. januar 1833) je bil britanski vojaški častnik in politik. Najbolj znan je kot podpolkovnik, ki je vodil Britansko legijo ob koncu ameriške revolucionarne vojne. Kasneje je služil na Portugalskem in poveljstvo imel na Irskem in v Angliji.
Večino svojega služenja v Severni Ameriki je vodil Britansko legijo, provincialno enoto, organizirano v New Yorku leta 1778. Po vrnitvi v Veliko Britanijo leta 1781 pri 27 letih je bil Tarleton izvoljen v parlament kot član okrožja Liverpool. Dvajset let je bil pomemben whigovski politik. Zanimal se je za vojaške zadeve in je nasprotoval odpravi trgovine s sužnji.